# 長崎国際テレビ
株式会社長崎国際テレビ（ながさきこくさいテレビ、英: NAGASAKI INTERNATIONAL TELEVISION BROADCASTING, INC.）は、長崎県を放送対象地域とし、テレビジョン放送事業を行っている特定地上基幹放送事業者である。
略称はNIB。コールサインはJOXH-DTVで、NNN系列フルネット局。

## 概要
長崎県の民放テレビ局の中では4番目、日本テレビ系列局では29番目の放送局として1991年（平成3年）4月1日に開局。もともと佐賀県の民放第2局向けに割り当てられたUHF波が、長崎県の民放第4局向けに振り替えられたことを受けて開局した。
社屋は長崎市街中心部に位置し、読売新聞長崎支局も入居している。社屋前には長崎電気軌道の線路が通り、その向かい側に出島跡地がある。かつて社屋2階には小規模のコンサート・講演会などを開いていたNIBホールがあったが、現在は報道制作フロアに転用されている。ロゴは開局以来から使われている正式なロゴと開局15周年を機に制定したロゴがあり、前者は社旗や地上波デジタル放送の中継局などで使用している。
日本テレビ関連会社である株式会社長崎ビジョンと共同で番組制作を行っている。また、スタジオが狭いため、『24時間テレビ』のローカルパート・『あさじげZ』『ひるじげドン』は1階ロビーから放送している。なお、NIBでは『24時間テレビ』などの特番に、『ひるじげドン』MCだった寿一実を起用することがあった。
日本最西端の沖縄県には日本テレビ系列局が存在しないため、現時点では同局が日本テレビ系最西端の放送局である。また、同じNNN・NNS系列ではテレビ金沢（KTK、通称・テレ金）や鹿児島読売テレビ（KYT）とともに、長崎県内の民放では長崎文化放送とともに平成新局となっている。
日本テレビ系列の放送局ではあるが、日本テレビホールディングスに次ぐ大株主として、フジ・メディア・ホールディングス（FMH、第2位株主）が名を連ねている。FMHは議決権全体の1割超の株式を保有していることから、系列外ではあるが、FMHの関連企業にもなっている。
当局では長崎バスが株主となっており（出資比率は低い）、開局当初は自社のバスに看板番組の広告を積極的に掲出していた。なお、長崎バスと創業者が同一の南国殖産は鹿児島読売テレビの第2位株主である。
2021年（令和3年）の年間視聴率、年度視聴率、2022年（令和4年）の年間視聴率、年度視聴率で個人全体視聴率、世帯視聴率、コアターゲット（主な世代）でいずれも三冠王を獲得した。
九州地方の日本テレビ系列フルネット局では唯一終夜放送を行っていない。

## 本社・支社

### 社名
- 和文社名 - 株式会社長崎国際テレビ
- 英文社名 - NAGASAKI INTERNATIONAL TELEVISION BROADCASTING, INC.

### 事業所一覧
本社
長崎県長崎市出島町11-1 〒850-8504
東京支社
東京都港区東新橋1丁目6-1 日本テレビタワー21階
・以前は、東京都千代田区四番町7-8 日テレ四番町ビル2号館5階→東京都中央区銀座2丁目11-15　SF銀座ビル6階に設置していた。
大阪支社
大阪府大阪市中央区城見1丁目3-50 読売テレビ2階
・以前は、大阪府大阪市北区曽根崎新地1丁目3-16 京富ビル6階に設置していた。
福岡支社
福岡県福岡市中央区赤坂1丁目16-5 読売九州ビル9階
・以前は、福岡市中央区大名2丁目4-35 富士火災福岡ビル7階に設置していた。
佐世保支社
長崎県佐世保市上京町4-4 永田ビル5階

## 沿革
- 1989年（平成元年）5月31日 - 長崎地区第4局の周波数割り当て（福岡の第5局と同日）。長崎地区では571件の免許申請があった。
- 1990年（平成2年）
  - 10月1日 - 当初の開局予定日。この日、テレビ長崎（KTN）はフジニュースネットワーク（FNN）／フジネットワーク（FNS）フルネット局になったため、長崎県はNNN系空白地域となった[注 5]。
  - 11月19日 - 予備免許交付。
  - 12月6日 - 会社設立。
- 1991年（平成3年）4月1日 - 長崎文化放送（NCC、ANN系列）に次ぐ、長崎県では2番目の（開局当初からの）フルネット局として開局。NNSにおいては新規ネットとなる。同日には岩手めんこいテレビ（FNN・FNS系列）、長野朝日放送（ANN系列）、ティー・エックス・エヌ九州（現・TVQ九州放送、TXN系列）も開局し、JNN系列以外の民放キー局の4系列で新局が開局された。当初は1990年10月1日に開局の予定だったが、視聴者保護目的（新局への番組移行で視聴者が混乱しないよう）で同日に延期された。
  - 開局時の中継局は佐世保と諫早のみ。
- 2006年（平成18年）
  - 4月1日 - 開局15周年。CI導入により新しいロゴマークを使用開始[注 6]。
  - 6月5日 - 地上デジタル放送に対応した主調整室（マスター）に更新。（東芝製）
  - 12月1日 - 地上デジタル放送を開始。コールサインはJOXH-DTV。
- 2011年（平成23年）
  - 4月1日 - 開局20周年。
  - 7月24日 - 同日正午（午後0時）をもって地上アナログ放送を終了。翌日（7月25日）の午前0時までにアナログ放送は停波し、デジタル放送に完全移行した。
- 2021年（令和3年）
  - 2月22日 - 「NNS標準営放システム」サービス提供開始[7]。
  - 4月1日 - 開局30周年。新キャッチコピー「マジデジマ」を制定。

## ネットワークの移り変わり
- 1991年（平成3年）4月1日 - 九州地方では1969年（昭和44年）4月1日開局の福岡放送、1982年（昭和57年）4月1日開局のくまもと県民テレビに次いで3番目の日本テレビフルネット局として開局。同地方の日本テレビ系列局としては、実に9年ぶりの開局となった。
  - 長崎国際テレビ本来の開局予定日前日の1990年（平成2年）9月30日までの長崎県の日本テレビ系列局はテレビ長崎で、フジテレビ系列とのクロスネット局[注 7] であった。当時同局がネットのニュース番組は、朝・昼・夜の3本がNNN、夕方がFNNであった。
  - また、クロスネット解消[注 8] の前日まで、全放送番組の約6割を日本テレビ系番組が占めていた（『ズームイン!!朝!』、『お昼のワイドショー』→『午後は○○おもいッきりテレビ』、『NNNきょうの出来事』など）。なお、日本テレビからの番販番組の一部はTBS系列局の長崎放送（NBC）が放送していた。
  - テレビ長崎がNNNを脱退した1990年10月1日から長崎国際テレビ開局までの半年間、長崎県での日本テレビ系番組は、テレビ長崎がスポンサードネットする番組と長崎放送で放送される番販番組以外は全て姿を消した。また番販番組については、暫定的に長崎文化放送が放送していた時期もある。
  - 長崎県においてNNN系列局が不在中の1990年10月1日 - 1991年3月31日までの半年間には、FBSが長崎支局を開設してNNNのニュース取材を担当していた。

## 資本構成
以下、企業・団体の名称、個人の肩書は当時のもの。

### 2021年3月31日
| 資本金 | 発行済株式総数 | 株主数 |
| ------ | -------------- | ------ |
| 25億円 | 50,000株       | 38     |

| 株主                             | 株式数  | 比率   |
| -------------------------------- | ------- | ------ |
| 日本テレビ放送網                 | 7,320株 | 14.64% |
| フジ・メディア・ホールディングス | 5,500株 | 11.00% |
| 読売新聞グループ本社             | 4,950株 | 9.90%  |
| 讀賣テレビ放送                   | 4,650株 | 9.30%  |
| 関西テレビ放送                   | 4,500株 | 9.00%  |

## チャンネル

### デジタル放送
※リモコンキーIDは「4」
- 長崎 18ch 1kW
- 佐世保 16ch 1kW
- 諫早 18ch 10W
- 雲仙南串山 18ch 3W
- 島原 18ch 3W
- 南島原南有馬 18ch 3W
- 五島 21ch 10W
- 平戸 18ch 3W
- 松浦 18ch 3W
- 新上五島有川 52ch 1W - 2011年10月3日から31日の間に59chから変更された。
- 西海大瀬戸 18ch 3W
- 長崎網場 49ch 1W
- 諫早飯盛 49ch 0.3W
- 長崎矢上 49ch 0.3W
- 対馬 45ch 30W
- 壱岐 45ch 30W
- 長与 18ch 1W
- 長崎畝刈 44ch 0.3W
- 佐世保吉井 50ch 0.3W
- 佐々 16ch 0.1W
- 雲仙温泉 28ch 0.05W
- 佐世保相浦 16ch 0.3W
- 佐世保世知原 16ch 0.3W（デジタル新局）
- 佐世保江迎鹿町 33ch 0.3W
- 長崎滑石 18ch 0.3W
- 波佐見 47ch 0.3W
- 平戸紐差 18ch 1W
- 平戸津吉 29ch 0.3W
- 長崎野母崎 45ch 0.1W
- 新上五島奈摩 52ch 0.3W - 2011年9月26日から10月24日の間に59chから変更された。
- 佐世保宇久 52ch 0.3W - 2013年1月25日から2月28日の間に30chから変更された。
- 五島三井楽 50ch 0.3W
- 佐世保早岐 16ch 0.3W
- 長崎女の都 18ch 0.5W
- 長崎西山 18ch 0.3W
- 佐世保日野 16ch 0.1W
- 佐世保大野 36ch 1W
- 長崎外海 18ch 0.1W（デジタル新局）
- 佐世保赤崎 16ch 1W
- 長崎小ヶ倉 18ch 0.3W
- 長崎戸町 18ch 0.3W
- 長崎蚊焼 52ch 0.3W - 2012年2月13日に54chから変更された。
- 松浦阿翁 46ch 0.01W
- 西海大島 52ch 0.01W - 2012年6月4日に54chから変更された。
- 長崎高浜 44ch 0.01W
- 長崎平山 47ch 0.05W
- 五島富江 49ch 0.3W
- 南島原北有馬東 43ch 0.1W
- 南島原北有馬西 48ch 0.1W
- 西海崎戸東 47ch 0.01W
- 西海崎戸西 47ch 0.01W
- 西海徳万 47ch 0.01W
- 新上五島奈良尾 44ch 0.1W
- 佐世保日宇 47ch 0.3W
- 佐世保船ノ村 18ch 0.01W
- 新上五島中筋 27ch 0.05W
- 諫早御館山 36ch 0.05W
- 長崎茂木 31ch 0.01W
- 小値賀 52ch 0.3W（デジタル新局） - 2013年1月25日から2月28日の間に30chから変更された。
- 佐世保楠泊 18ch 0.01W
- 波佐見中尾 18ch 0.05W（デジタル新局）
- 松浦今福 45ch 0.3W

### アナログ放送

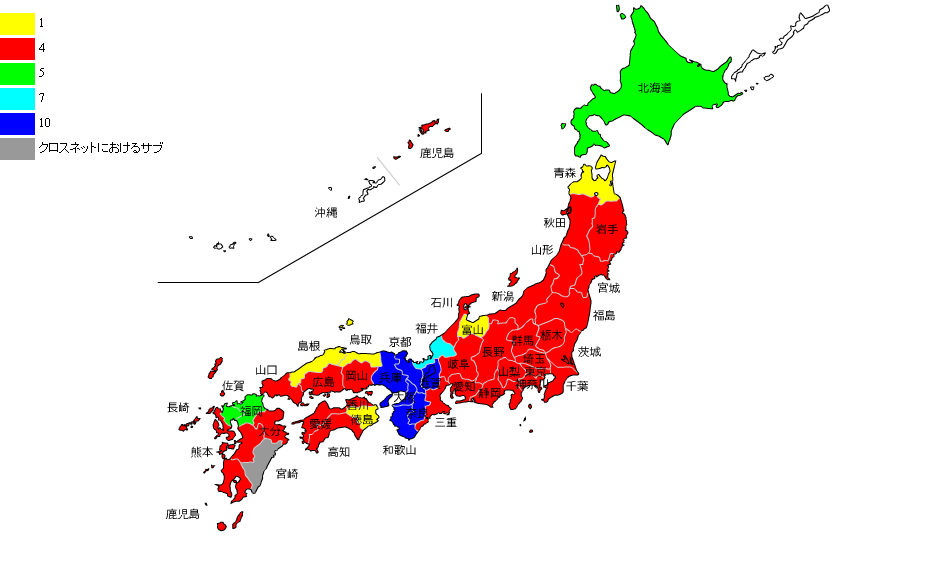
日本テレビ系列のリモコンキーID地図

※全局2011年7月24日を以って停波。
- 長崎 25ch 10kW
- 西山 30ch
- 西小島 51ch
- 江迎鹿町 21ch
- 佐世保 17ch 10kW
- 早岐 30ch
- 雲仙 29ch
- 崎戸東 52ch
- 諫早 32ch
- 島原 32ch
- 戸町 21ch
- 大浜 44ch
- 南有馬 26ch
- 長崎南 39ch
- 勝本 47ch
- 日宇 59ch
- 東長崎 28ch
- 木場 47ch
- 有川 32ch
- 蚊焼 32ch
- 福江 29ch
- 波佐見 39ch
- 有川北 60ch
- 日野 32ch
- 長崎北 61ch
- 川平 60ch
- 小浦 47ch
- 三井楽 48ch
- 大瀬戸 39ch
- 赤迫 29ch
- 柏 49ch
- 馬込 43ch
- 平戸 36ch
- 矢ノ平 39ch
- 久喜 46ch
- 折橋 25ch
- 郷ノ浦 21ch
- 矢上 30ch
- 印通寺 40ch
- 三原 46ch
- 松浦 14ch
- 深堀 44ch
- 出雲 33ch
- 吉井 61ch
- 厳原 16ch
- 平山 49ch
- 平間 43ch
- 八幡 47ch
- 北有馬東 29ch
- 大野 61ch
- 田手原 56ch
- 徳万 54ch
- 北有馬西 21ch
- 飽の浦 22ch
- 阿翁 45ch
- 椎木 45ch
- 長与 26ch
- 野母崎 62ch
- 天神 52ch
- 南鹿町 36ch
- 大島 52ch
- 野母高浜 61ch
- 畝刈 48ch
- 樫山 39ch
- 片渕 57ch
- 平戸北 57ch
- 相浦 27ch
- 御館山 43ch
- 赤崎 29ch
- 西泊 34ch
- 飯盛 43ch
- 三川 39ch
- 平戸南 62ch
- 田上 62ch
- 油木 56ch
- 元村 33ch
- 奈良尾 46ch
- 宇久 60ch
- 金堀 47ch
- 茂木 35ch
- 楠泊 54ch
- 南串山 29ch
- 佐々 37ch
- 奈摩 62ch
- 平戸中 23ch
- 長坂 53ch
- 崎戸西 57ch
- 志佐 44ch
- 滑石 21ch

## 現在放送中の番組

### 自社製作番組
- NIB news every.（news every.長崎）（月曜 - 金曜 15:50 - 19:00、土曜 17:00 - 17:30）[注 9][注 10]※月曜 - 金曜 15:50から18:15までは日本テレビ送出の『news every.』を17時台の天気予報を除きフルネットするため、事実上の放送時間は18:15からになる。
- NNNストレイトニュース（月曜 - 金曜 11:30 - 11:45、土曜 11:25 - 11:35、日曜 11:30 - 11:40）※ローカルパートあり。
- AIR（火曜 1:29 - 1:59〈月曜深夜〉）
- ALL! V・ファーレン（土曜 9:25 - 9:55）※BSJapanextにもネット。
- ひるじげドン（土曜 11:35 - 13:00）[注 11]
- よル〜じげ トゥギャザーしようぜ!!（土曜 23:30 - 23:55）
- 釣り聖地化TV（毎月最終日曜 0:55 - 1:25〈毎月最終土曜深夜〉）

#### 委託制作
- Jリーグ中継（2023年度V・ファーレン長崎主催試合）

#### 特別番組
- 長崎原爆犠牲者慰霊平和祈念式典特別番組「未来へつなぐ～ナガサキの願い～」（毎年8月9日 9:55 - 11:25ほか）[注 12]
  - 平日の場合は当該時間帯のネット番組（2023年からは『DayDay.』）を9:30で飛び降り、単発番組で穴埋めして対応する。

#### ミニ番組
- ウェザースポット（月曜 - 金曜 5:19 - 5:20）
- ビビットテレビ（月曜 - 金曜 10:54 - 10:55、月曜・火曜 21:54 - 21:55、火曜 - 金曜 0:54 - 0:59〈月曜 - 木曜深夜〉、木曜 1:29 - 1:35〈水曜深夜〉、日曜 1:25 - 1:30〈土曜深夜〉）
- あなたとNIB（毎月第1月曜 11:25 - 11:30、自己批評番組）
- 出島ナビゲーション（火曜 - 木曜 11:25 - 11:30）
- NIBニューススポット（火曜 - 木曜 19:54 - 20:00、金曜 - 日曜 20:54 - 21:00、火曜・水曜・金曜 1:59 - 2:04〈月曜・火曜・木曜深夜〉、木曜 2:05 - 2:10〈水曜深夜〉）
- ビビット天気（月曜 11:25 - 11:30）
- モダンブロジェのマンション経営!（月曜 21:55 - 22:00）
- みジカな ナガサキ（火曜 21:55 - 22:00、長崎県広報番組）[12][注 13]
- 土曜デジマンボ（土曜 10:20 - 10:30）
- 週刊あじさい（土曜 16:55 - 17:00、長崎市広報番組）[13][注 14]
- 悠花のナガサキ街音（土曜 21:54 - 22:00）[14][注 15]
- 佐世保市政だより（毎月第2・4日曜 6:30 - 6:35、佐世保市広報番組）[15][注 16]
- やるバイ!元気宣言（随時放送）

### 日本テレビ系列番組
太字は同時ネット｡
- Oha!4 NEWS LIVE・第2部（月曜 - 金曜 5:20 - 5:50、日テレNEWS24（CS）制作）[注 17]
- ZIP!・第1部（月曜 - 金曜 5:50 - 6:54）[注 18]
- 目撃者f（毎月1回月曜 1:25 - 1:55〈日曜深夜〉、福岡放送制作）
- あの界隈を恋愛ドラマにしたら…不覚にもキュンときた（水曜 0:59 - 1:29〈火曜深夜〉、中京テレビ制作）
- eGG（毎月1回水曜 0:59 - 1:49〈火曜深夜〉）
- EDENS ZERO（水曜 1:29 - 1:59〈火曜深夜〉）
- BE：FIRST TV Season2（木曜 0:59 - 1:29〈水曜深夜〉）
- 東野・岡村の旅猿23（木曜 1:35 - 2:05〈水曜深夜〉）
- ナンデモ特命係 発見らくちゃく!（金曜 0:59 - 1:29〈木曜深夜〉、福岡放送制作）
- オードリーさん、ぜひ会ってほしい人がいるんです。（金曜 1:29 - 1:59〈木曜深夜〉、中京テレビ制作）
- クイズ!あなたは小学5年生より賢いの?（金曜 19:00 - 19:56）[注 19]
- Friday's EDGE（土曜 0:30 - 0:59〈金曜深夜〉）
- バズリズム02（土曜 0:59 - 1:59〈金曜深夜〉）
- 今田耕司のネタバレMTG（土曜 13:00 - 14:00、読売テレビ制作）[注 17]
- 所さんの目がテン!（土曜 16:25 - 16:55）[注 17]
- 千鳥かまいたちアワー（日曜 0:55 - 1:25〈土曜深夜〉）[注 17]
- 浜ちゃんが!（日曜 1:30 - 2:00〈土曜深夜〉、読売テレビ制作）
- それいけ!アンパンマン（日曜 5:30 - 6:00）
- 皇室日記（毎月1回日曜 6:00 - 6:15）
- シューイチ・第2部（日曜 9:55 - 10:25）[注 17][注 20]
- ニノさん（日曜 10:25 - 11:25）[注 17]
- 上沼・高田のクギズケ!（日曜 11:40 - 12:35、読売テレビ・中京テレビ制作）[注 17]
- 地元検証バラエティ 福岡くん。（日曜 12:35 - 13:30、福岡放送制作）[注 17]
- そこまで言って委員会NP（日曜 13:30 - 15:00、読売テレビ制作）[注 17]
- 遠くへ行きたい（日曜 17:00 - 17:30、読売テレビ制作）[注 17]
- ダウンタウンのガキの使いやあらへんで!（日曜 23:25 - 23:55）[注 17]
- ゴリ夢中（不定期放送、中京テレビ制作）

### 他系列番組

#### テレビ東京系列
- ポケットモンスター（日曜 7:00 - 7:30）
- 男子ごはん（不定期放送）

#### その他
- 鉄道ひとり旅〜さすらいのヨシカワ〜【近江鉄道線編】（日曜 6:35 - 7:00、鉄道チャンネル製作）

### 再放送枠
- よル〜じげ トゥギャザーしようぜ!!（火曜 0:59 - 1:29〈月曜深夜〉）
- 千鳥かまいたちアワー（土曜 9:55 - 10:20）
- 世界の果てまでイッテQ!（土曜 10:30 - 11:25）

## 終了した番組

### 自社製作番組
- ニュースプラス1ながさき
- NNN Newsリアルタイム
- Shampoo
- ZONE Be
- アナ番
- 出島早耳通信
- 長崎の美男美女探し・夢はパラダイス
- パチンコ＆バラエティ 長崎FESTA.TV
- はなまるウェディング
- ヴィヴィくんのV・ファーレンのススメ!（2014年4月 - 2016年3月）
- 韓国ドラマアワー
- 長崎地元めし。2016
- ながさき犬ちゃんのオススメ!Hulu
- 20代でも始められる不動産経営
- VVV V・ファーレン!!
- ばくまつ
- 悠花のナガサキ街音
- 金曜得なま情報 デジチラ☆
- あさじげZ

### テレビ東京系ネット番組
- 新世紀エヴァンゲリオン ※当初は夕方枠で放送されていたが、途中で深夜枠での放送へ移行。
- カウボーイビバップ
- ポケットモンスター → ポケットモンスター アドバンスジェネレーション → ポケットモンスター ダイヤモンド&パール → ポケットモンスター ベストウイッシュ → ポケットモンスター XY → ポケットモンスター サン&ムーン → ポケットモンスター (2019年のアニメ)
- とっとこハム太郎 → きらりん☆レボリューション → 極上!!めちゃモテ委員長 → 極上!!めちゃモテ委員長セガンドコレクション
- マシュマロ通信（テレビ大阪制作）
- 甲虫王者ムシキング 森の民の伝説 → ぷるるんっ!しずくちゃん（第2期『あはっ☆』は県内未放送） → しゅごキャラ!シリーズ（第2期『どきっ』までの放送） → 爆丸 バトルブローラーズ ニューヴェストロイア
- 奥さまは外国人 → キンコンヒルズ
- 撮りッたがり決死隊 トッターマンDS
- みゅーじん
- 遠藤淳
- ペット大集合!ポチたま
- くだまき八兵衛X
- ヨシモトムチッ子物語
- KAIKANフレーズ
- 名曲!にっぽんの歌
- ビックリマン2000
- ドンキーコング
- ソニックX
- ディズニータイム
- ひとりキャンプで食って寝る
- 男子ごはん
- 有吉ぃぃeeeee!そうだ!今からお前んチでゲームしない?

### UHFアニメ
- あぃまぃみぃ!ストロベリー・エッグ
- 鬼滅の刃（1期再放送以降はテレビ長崎へ移行）
- BanG Dream! 2nd Season → BanG Dream! 3rd Season

### その他
- アニメ浪曲紀行 清水次郎長伝（毎日放送製作）
- 高田純次のアジアぷらぷら
- 武井壮しらべ 誰もやらなきゃオレがやる!!（TOKYO MX製作）
- ミュージックビデオニュース
- ニュース女子（DHCシアター、BOY'S TV DIRECTION COMPANY共同制作）
- 中川家礼二の鉄活（TOKYO MX製作）
- 鉄道ひとり旅〜GO my railway!〜【名鉄瀬戸線編】（鉄道チャンネル製作）
- 徳永ゆうきのぐるっと歌テツ旅（鉄道チャンネル製作）
- 旅番組はじめました
- 転生したらスライムだった件（TOKYO MX製作）
- legato 〜旅する音楽スタジオ〜（MUSIC ON! TV制作）[注 21]

## 開局当初の日本テレビ系ネット番組
☆は、現在も放送中の番組。

### 開局時にテレビ長崎から移行した日テレ系の番組
以下は、テレビ長崎がフジテレビ系フルネット化してからもしばらくネットしていた番組。
- ご存じですか ※HD
- ☆キユーピー3分クッキング ※HD
- ☆それいけ!アンパンマン
- ☆金曜ロードショー ※HD
- ☆所さんの目がテン! ※HD
- 健康増進時代 ※後の『Oh!診』→『からだ元気科』枠。現在この枠は存在せず、番組を紹介する『ビビットテレビ』に割り当てられている。
- 天才・たけしの元気が出るテレビ!!
- どちら様も!!笑ってヨロシク
- クイズ世界はSHOW by ショーバイ!!
- 火曜サスペンス劇場 ※KTNでは土曜サスペンス劇場として遅れネット。
- オシャレ30・30
- 刑事貴族
- 全日本プロレス中継

以下は、上記以外のネット番組。
- NNN朝のニュース（1991年4月 - 1996年3月31日）
- NNN昼のニュース（1991年4月 - 1996年3月31日）※直後の時間帯にはローカルニュース『NIB昼のニュース』も放送。
- NNNきょうの出来事（1991年4月 - 2006年9月29日）
- ズームイン!!朝!（1991年4月 - 2001年9月28日）
- おもいッきりテレビ（1991年4月 - 2007年9月28日）
- スーパージョッキー（1991年4月 - 1999年3月28日）※NIB開局前にはテレビ長崎で放送されていたが、開局前の1990年9月30日に打ち切りになっている。
- ☆NNNドキュメント
- ☆笑点
- 知ってるつもり?!
- 水曜グランドロマン
- 面白スタジアム
- TVムック・謎学の旅
- ☆土曜グランド劇場
- ☆24時間テレビ 「愛は地球を救う」 ※HD
- ☆全国高等学校クイズ選手権 ※HD
- ☆新春スポーツスペシャル箱根駅伝 ※HD

### 開局時に長崎放送から移行した日テレ系の番組
- ☆全国高等学校サッカー選手権大会 ※開局初年度のみ長崎放送との共同製作。
- 日本テレビ火曜8時枠時代劇 ※開局時の該当番組は『長七郎江戸日記』（第3シリーズ）。

### 開局時に長崎文化放送から移行した日テレ系の番組
- お笑いマンガ道場（中京テレビ製作）※かつてテレビ長崎・長崎放送で放送された時期もあり、県内の全民放が放送経験を持つことになる。

### 開局後長崎県で初めて放送された日テレ系の番組
- NNNニュースプラス1
- NNN日曜夕刊
- ☆ウェークアップ!（読売テレビ制作）
- 木曜スペシャル
- マジカル頭脳パワー!!
- EXテレビ

## アナウンサー

### 現在在籍中のアナウンサー
（××××年）は入社年度。

#### 男性
- 1994年 佐藤肖嗣（入社前まではフリーアナウンサーで、和歌山放送などで活動していた。）
- 2021年 青木雄大
- 2022年 小林勇大
- 2025年 永田拓巳

#### 女性
- 2015年 藤田智子
- 2023年 冷川小粹
- 2025年 栗山真乙、寺田美穂（NHK長崎放送局から移籍。）

### 元アナウンサー

#### 男性
- 1991年
  - 尾座本一起（ - 1993年?[要出典]）
  - 藤村幸司（ - 2006年11月30日） - 退社後はフリーアナウンサーへ転向。
  - 吉村誠一郎（ - 2002年） - 退社後はフリーアナウンサーへ転向
- 1995年
  - 榎本敏之 - 離職後は制作部のディレクターとして活動。
- 2001年
  - 西村正行（ - 2006年11月） - 岩手朝日テレビから移籍。退社後、ガンホー・オンライン・エンターテイメントの企業広報を経てフリーアナウンサーへ転向。映像プロデューサー、講師も務め東京を拠点に活動していた。現在はジャパネットたかたに移籍しラジオMCを務めている。
- 2007年
  - 白方雄平（ - 2021年3月） - 報道部に異動。
  - 廣田俊之（ - 2009年1月）
- 2010年
  - 竹内義貴（8月入社 - 2011年10月[16]） - 入社前まではフリーアナウンサーで、TOKYO MXなどで活動していた。退社後は再び首都圏で活動。
- 2011年
  - 石垣英輔（9月入社 - 2013年8月[17]） - 福島放送契約アナウンサーを経てニチエンプロダクションからの派遣契約。契約終了後はテレビ山梨に移籍。その後テレビ愛知に報道記者として入社。
- 2015年
  - 嶋田健吾（ - 2019年10月） - 山口朝日放送から移籍、編成部に異動。
  - 松田大河（ - 2021年9月）

#### 女性
- 1991年
  - 峰下和子（ - 2000年） - 元テレビ長崎
- 1992年
  - 島田啓子（ - 2015年3月） - くまもと県民テレビから移籍。離職後は報道記者に専念。
- 1993年
  - ホアンイン[注 22] - 中国南京市出身。
- 1995年
  - 安田由佳（旧姓・重森、 - 2018年6月30日）アナウンサー卒業後は、社内の制作部に所属。
- 1997年
  - 田村純子 - 退社後は日本海テレビ、テレビ金沢を経て話し方教室講師、現姓・小野山。
- 1999年
  - 外村倫子（ - 2011年9月） - NHK長崎放送局から移籍。
- 2005年
  - 千北英倫子（ - 2014年3月） - 退社後は『Oha!4 NEWS LIVE』ニュースキャスターを歴任。
- 2006年
  - 髙橋早紀（11月入社 - 2010年10月） - NHK高知放送局から移籍。退職後には福岡で活動。
- 2012年
  - 中島彩（4月入社 - 2025年3月）
- 2014年
  - 下程光梨（4月入社 - 2015年3月） - 退社後は広島ローカルでフリーアナウンサー・タレントとして活動。
- 2018年
  - 花村枝里（ - 2019年1月） - 琉球放送から移籍。
- 2019年
  - 桒畑笑莉奈（ - 2025年3月） - NHK鳥取放送局から移籍。
- 2021年
  - 甲斐菜々子（ - 2024年3月）
- 大川慶子 - 退社後、シグマ・セブン所属のフリーアナウンサーとなる。
- 田内裕子
- 松尾里美
- 山田博子

## マスコットキャラクター
- ビービーズ - 詳細はリンク先を参照。